# Ciemniasta Szczerbina
Ciemniasta Szczerbina (słow. Chmúrna štrbina) – wąska przełęcz znajdująca się w masywie Ciemniastej Turni, w Zimnowodzkiej Grani w słowackich Tatrach Wysokich. Oddziela ona Ciemniastą Turnię na północnym zachodzie od Ciemniastej Igły na południowym wschodzie i znajduje tuż poniżej wierzchołka tej ostatniej. Na siodło Ciemniastej Szczerbiny nie prowadzą żadne znakowane szlaki turystyczne, jest ona dostępna jedynie dla taterników.